# Peter Streifinger

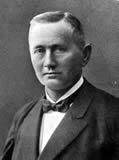
1906

Peter Streifinger (* 29. Juni 1853 in Ramling, Kreis Passau; † 24. Januar 1937 ebenda) war ein Bayerischer Landwirt und Molkereibesitzer in Ramling und Politiker.
Bis 1905 war Streifinger Bürgermeister der Landgemeinde München im Landkreis Passau. Außerdem war er in seiner Heimat 1. Vorstand der Freiwilligen Feuerwehr München. Von 1905 bis 1918 war er Landtagsabgeordneter des Königlich Bayerischen Landtages für die Wahlkreise Grafenau und Passau.